# Maskrosbarn (organisation)
Maskorosbarn är en svensk barnrättsorganisation grundad 2005 av Therese Eriksson och Denise Madsen. Maskrosbarn var från början ett gymnasiearbete, men utvecklades och har blivit Sveriges största anhörigorganisation för barn som har föräldrar med ett missbruk och/eller psykisk ohälsa. År 2017 hade organisationen 20 heltidsanställda samt 100 personer som jobbar ideellt i form av volontärer och lägerledare. 
Maskrosbarn har en omfattande stödverksamhet som riktar sig till unga mellan 13 och 19 år vars föräldrar har ett missbruk eller psykisk ohälsa. Stödet består bland annat av helg- och lovläger, ungdomsgård (i Stockholm, Göteborg och Malmö), internetstöd och personliga coacher. Organisationen arbetar också med ett gediget påverkansarbete där de tillsammans med barn och unga lyfter deras åsikter och förbättringsförslag. Inom påverkansarbetet har de även elevföreläsningar och utbildningar för vuxna som arbetar med barn, i detta program möter och utbildar de ca 10 000 personer varje år.[källa behövs]